# Rufus Bullock

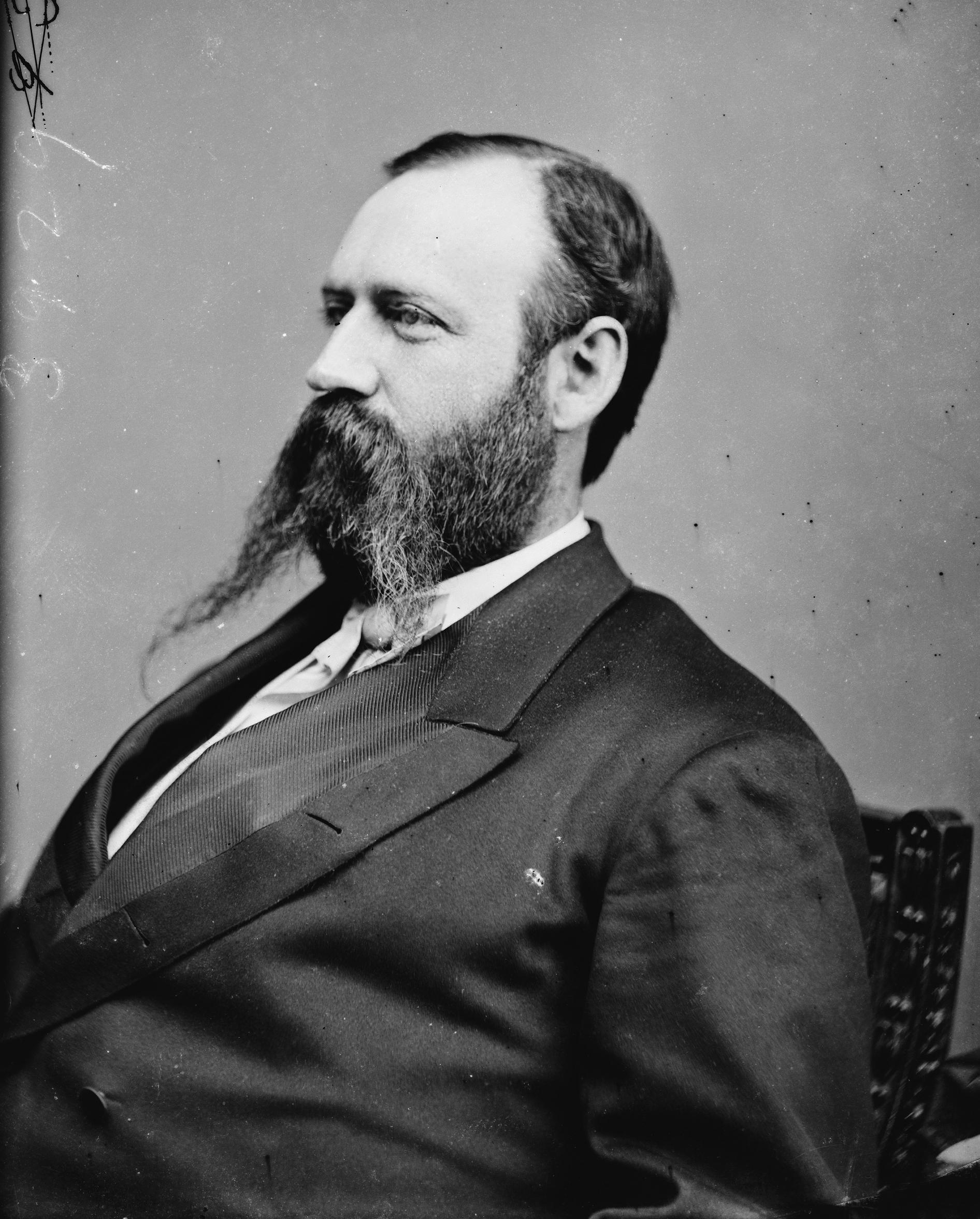
Rufus Bullock

Rufus Brown Bullock (* 28. März 1834 in Bethlehem, Albany County, New York; † 27. April 1907 in Albion, New York) war ein US-amerikanischer Politiker und Gouverneur von Georgia von 1868 bis 1871.

## Frühe Jahre und politischer Aufstieg
Nach Abschluss der Albion Academy 1850 interessierte sich Bullock für die Technologie des Fernmeldewesens. Er war darin so begabt, dass er 1855 die Leitung der Niederlassung der American Telegraph Company in Philadelphia anvertraut bekam. 1860 zog er nach Augusta in Georgia, um die Southern Express Company zu führen. Bullock lehnte 1861 die Abspaltung Georgias von der Union zwar ab, war aber doch bereit, sich zum Lieutenant Colonel der Konföderierten befördern zu lassen und sein Amt im Interesse seiner Firma und der Konföderierten weiterhin auszufüllen.
Nach dem Sezessionskrieg wandte er sich der Politik zu. Auf dem verfassungsgebenden Konvent von 1867 spielte er eine wichtige Rolle. Er trat der Republikanischen Partei bei und gewann 1868 die Gouverneurswahlen gegen seinen demokratischen Gegner John B. Gordon. Dieser ehemalige General der Konföderation sollte in den folgenden Jahren zum Leiter des Ku-Klux-Klans aufsteigen. Bullock ging als erster republikanischer Gouverneur Georgias in dessen Geschichte ein.

## Gouverneur von Georgia
Als Gouverneur nutzte er seine Geschäftsbeziehungen mit dem Norden, um Investitionen nach Georgia zu locken. Damals, nach den Zerstörungen des Krieges, wurde mit dem Wiederaufbau des Landes begonnen. Eisenbahnlinien wurden wiederhergestellt bzw. neu gebaut, Fabriken und öffentliche Gebäude wurden erstellt. Das weitreichendste Ereignis seiner Amtszeit war die Verlegung der Hauptstadt von Milledgeville in das aufstrebende Atlanta. Trotz dieser positiven Ansätze konnte sich Bullock in Georgia nicht durchsetzen. Schuld daran war hauptsächlich die Rassenfrage. Bullock setzte sich für die Rassengleichheit ein. Er reiste öfter nach Washington, um mit Präsident Ulysses S. Grant und dem Kongress über die Zukunft Georgias zu diskutieren. Dort erbat er sich auch Hilfe bei der Durchsetzung der drei neuen Verfassungszusätze in Georgia. Diese Ergänzungen der US-Verfassung betrafen unter anderem die Abschaffung der Sklaverei und die Verleihung der Bürgerrechte an Afroamerikaner.
Bei der konservativen weißen Bevölkerung Georgias waren diese Zusatzartikel verhasst. Durch sein Bestreben, den neuen Bestimmungen in Georgia Geltung zu verschaffen, machte sich der Gouverneur bei seinen Landsleuten naturgemäß sehr unbeliebt. Die Konservativen verleumdeten den Gouverneur und beschuldigten ihn der Korruption. Der Ku-Klux-Klan beteiligte sich ebenfalls an der Demontage Bullocks und versuchte diesen einzuschüchtern. Nachdem die Konservativen 1870 eine Mehrheit im Parlament erobert hatten, gab der Gouverneur auf. Er floh 1871 nach New York.

## Lebensabend und Tod
1876 kehrte Bullock nach Georgia zurück und stellte sich seinen Kritikern. Diese klagten ihn wegen seiner angeblicher Vergehen in seiner Amtszeit an. In zwei Verfahren wurde er freigesprochen und rehabilitiert. In der Folge blieb er in Georgia. Es gelang ihm, sich wieder in der Gesellschaft zu etablieren. Er wurde unter anderem Vorsitzender der Handelskammer von Atlanta und war auch in anderen Institutionen führend tätig. Bei der Planung der Weltausstellung, die 1895 in Atlanta stattfand, spielte er eine wichtige Rolle. Im Jahr 1903 verließ Bullock Georgia und ließ sich in Albion nieder, wo er 1907 verstarb. An seinem Todestag wurden in ganz Georgia die Fahnen der öffentlichen Gebäude auf halbmast gesetzt. In einigen Zeitungen des Staates erschienen Nachrufe, die seine Verdienste als Gouverneur würdigten. Die Verleumdungskampagne der frühen 1870er Jahre hat allerdings das Geschichtsbild dieses Gouverneurs getrübt. Selbst Margaret Mitchell bedient in ihrem Bestseller „Vom Winde verweht“ das Klischee des korrupten und geldgierigen Nordstaatlers.
Bullock war seit 1860 mit Marie Elizabeth Salisbury verheiratet.